# Gare de Casson
La gare de Casson est une gare ferroviaire française fermée de la ligne de Nantes-Orléans à Châteaubriant, située sur le territoire de la commune de Casson, dans le département de Loire-Atlantique, en région Pays de la Loire.
Elle est mise en service en 1908 par la Compagnie du chemin de fer de Paris à Orléans (PO) et fermée en 1980 par la Société nationale des chemins de fer français (SNCF), en même temps que le service des voyageurs de la ligne. Elle fait partie des trois points d'arrêts qui ne sont pas réactivés lors de la réouverture de la ligne en 2014, avec La Claie et Saffré - Joué.

## Situation ferroviaire
Établie à 10 mètres d'altitude, la gare de Casson est située au point kilométrique (PK) 450,938 de la ligne de Nantes-Orléans à Châteaubriant, entre les gares ouvertes de Sucé-sur-Erdre et de Nort-sur-Erdre.

## Histoire
Lors de l'ouverture de la ligne en 1877, il n'y a pas de point d'arrêt sur la commune de Casson. À la suite de demandes insistantes du conseil municipal de Casson auprès de la Compagnie du PO, un arrêt sera créé au niveau du passage à niveau (PN) no 321 en 1908 au lieu-dit «Les Grands-Bois », dont il portera le nom. Situé à 4 km du bourg, cet arrêt de réduire la distance séparant les habitants de Casson d'une gare ferroviaire : les gares de Sucé ou de Nort étant situées respectivement à 6 ou 8 km. En 1912, le conseil municipal repart au combat en demandant cette fois que l'arrêt soit promu en halte. Le changement de statut est acté par le ministère le 6 février 1914, après enquête publique, et est effectif le 15 février 1915. À cette occasion, l'arrêt des Grands-Bois change de nom et devient la halte de Casson.

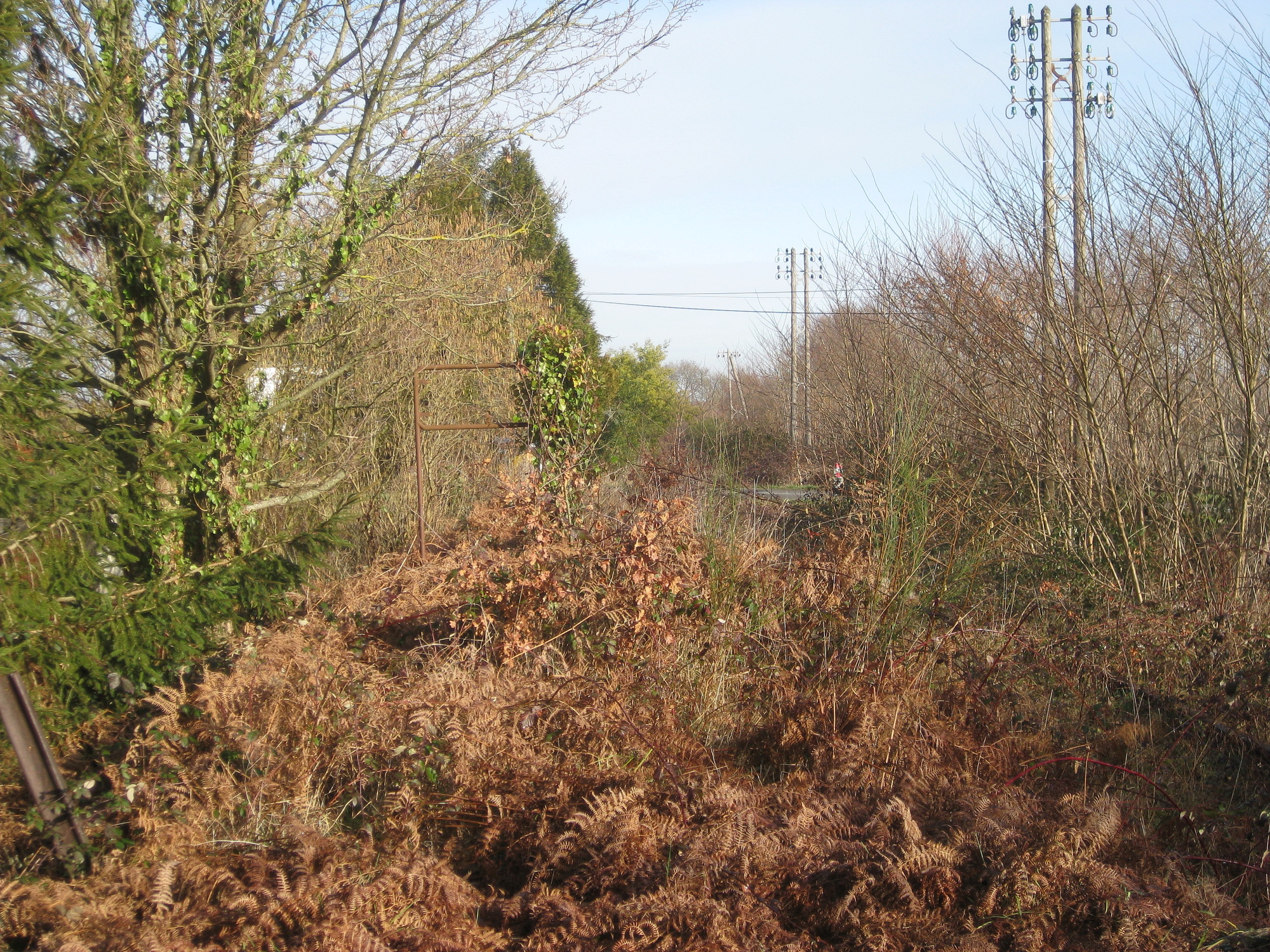
En 2009, la voie ferrée au niveau de l'ancienne halte, avant le début des travaux pour la réouverture de la ligne.

La halte est fermée le 31 mai 1980, en même temps que la relation commerciale Nantes - Châteaubriant, après le passage du dernier train, assuré par un autorail de type X 2400. La maison de garde-barrière est détruite en 1981.
Dans le cadre de la concertation préalable à la réouverture de la ligne Nantes - Châteaubriant en tram-train, en 2006, une demande forte de réouverture de la halte n'a pas abouti ; malgré une pétition de 562 signatures. Une enquête complémentaire a été réalisée par la société Systra et a conclu que l'éloignement de l'emplacement de l'ancienne gare de Casson par rapport au bourg de la commune, à peu près égal à l'éloignement avec la gare de Sucé-sur-Erdre, conjugué avec le fait que cette dernière aura une offre bien plus importante, aura rejeté toute idée de gare à Casson à court ou moyen terme. Les travaux de rénovation de la ligne réalisés à l'occasion de cette réouverture ont détruit le quai.